# Chetogena sellersi
Chetogena sellersi là một loài ruồi trong họ Tachinidae.